# Onze-Lieve-Vrouw-Tenhemelopnemingskerk (Handel)
De Onze-Lieve-Vrouw-Tenhemelopnemingskerk is een kerkgebouw in Handel in de gemeente Gemert-Bakel in de Nederlandse provincie Noord-Brabant. De kerk staat aan de Onze Lieve Vrouwestraat 61 en achter de kerk ligt aan de oostzijde een  processiepark met Rozenkransweg en Kruisweg.
De kerk is gewijd aan Maria-Tenhemelopneming en in de kerk bevindt zich een genadebeeld van Onze-Lieve-Vrouwe van Handel.

## Geschiedenis
In 1434 werd er reeds melding gemaakt van een kerk in Handel.
In 1696-1708 werd het oostelijke deel van het schip van de kerk vernieuwd. Waarschijnlijk was dit gedeelte van de kerk oorspronkelijk het koor.
In 1747 werd het westelijke deel van het schip van de kerk vernieuwd.
In 1902 en later werd er een nieuwe kerktoren gebouwd ter vervanging van de 15e-eeuwse toren en werden langs het oostelijk deel zijbeuken gebouwd. Deze wijzigingen waren het ontwerp van de architecten Pierre Cuypers en Joseph Cuypers.

## Opbouw
Het georiënteerde gotische kerkgebouw bestaat uit een westtoren, een gedeeltelijk driebeukig schip met zes traveeën in basilicale opstand en een koor van twee traveeën en een driezijdige koorsluiting. De kerktoren heeft drie geledingen en een achtzijdige ingesnoerde torenspits met uurwerken op vier zijden van de spits. Het schip heeft aan de koorzijde een noorderzijbeuk van drie traveeën en een zuiderzijbeuk van vier zijbeuken, waarbij de 4e een ingangsportaal bevat. De zijbeuken worden ieder gedekt door een gezamenlijk schilddak. Het middenschip wordt gedekt door een zadeldak en het koor door een zadeldak met verlaagde noklijn.